# Pecilosclèrids
Els pecilosclèrids (Poecilosclerida) són un ordre demosponges de la subclasse Heteroscleromorpha.

## Taxonomia
L'ordre inclou 2380 espècies repartides en 21 famílies:
- Família Acarnidae Dendy, 1922
- Família Chondropsidae Carter, 1886
- Família Cladorhizidae Dendy, 1922
- Família Coelosphaeridae Dendy, 1922
- Família Crambeidae Lévi, 1963
- Família Crellidae Dendy, 1922
- Família Dendoricellidae Hentschel, 1923
- Família Desmacididae Schmidt, 1870
- Família Desmoxyidae Hallmann, 1917
- Família Esperiopsidae Hentschel, 1923
- Família Guitarridae Dendy, 1924
- Família Hymedesmiidae Topsent, 1928
- Família Iotrochotidae Dendy, 1922
- Família Isodictyidae Dendy, 1924
- Família Latrunculiidae Topsent, 1922
- Família Microcionidae Carter, 1875
- Família Mycalidae Lundbeck, 1905
- Família Myxillidae Dendy, 1922
- Família Phellodermidae van Soest & Hajdu, 2002
- Família Podospongiidae Laubenfels, 1936
- Família Tedaniidae Ridley & Dendy, 1886